# Мицабогира
Мицабогира (груз. მიწაბოგირა) — село в Грузии, на территории Самтредского муниципалитета края (мхаре) Имеретия.

## География
Село находится в западной части Грузии, к северу от реки Риони, на расстоянии 7 километров к северо-востоку от города Самтредиа, административного центра муниципалитета. Абсолютная высота — 41 метр над уровнем моря.

## Население
По результатам официальной переписи населения 2014 года, в Мицабогире проживало 696 человек (338 мужчин и 358 женщин). В национальной структуре населения грузины составляли 99,7 %, осетины — 0,15 %, русские — 0,15 %.
| Год  | Население, человек |
| ---- | ------------------ |
| 2002 | 960                |
| 2014 | ↘ 696              |